# Hoplocampa minuta
Hoplocampa minuta é uma espécie de insetos himenópteros, mais especificamente de moscas-serra pertencente à família Tenthredinidae.
A autoridade científica da espécie é Christ, tendo sido descrita no ano de 1791.
Trata-se de uma espécie presente no território português.